# Autódromo Internacional de Curitiba
O Autódromo Internacional de Curitiba (AIC) foi um autódromo localizado no município de Pinhais, município da Região Metropolitana de Curitiba, no estado brasileiro do Paraná.. Em 1987, foi batizado com o nome do piloto curitibano Raul de Mesquita Boesel, tornando-se Circuito Raul Boesel
Recebia regularmente provas de diversas categorias de velocidade nacionais, como Stock Car, Fórmula Truck, Copa Turismo GNV, Pick Up Racing, Campeonato Paranaense de Arrancada, Troféu Maserati, Campeonato Paranaense de Moto velocidade, Copa Turismo I, Copa Turismo A, Copa Turismo N e outros eventos promocionais. Em 2002, foi realizada uma das etapas do campeonato mundial "World Series" e, com a realização de uma etapa do Campeonato Mundial de Carros de Turismo, em 2006, o autódromo tornou-se conhecido mundialmente.
Por algum tempo, foi o circuito brasileiro mais moderno e com melhor estrutura depois de Interlagos e atendeu aos padrões da Federação Internacional de Automobilismo (FIA), sendo homologado pela Confederação Brasileira de Automobilismo (CBA) para sediar competições de várias categorias de automobilismo mundial, inclusive as populares provas de arrancada.

## História

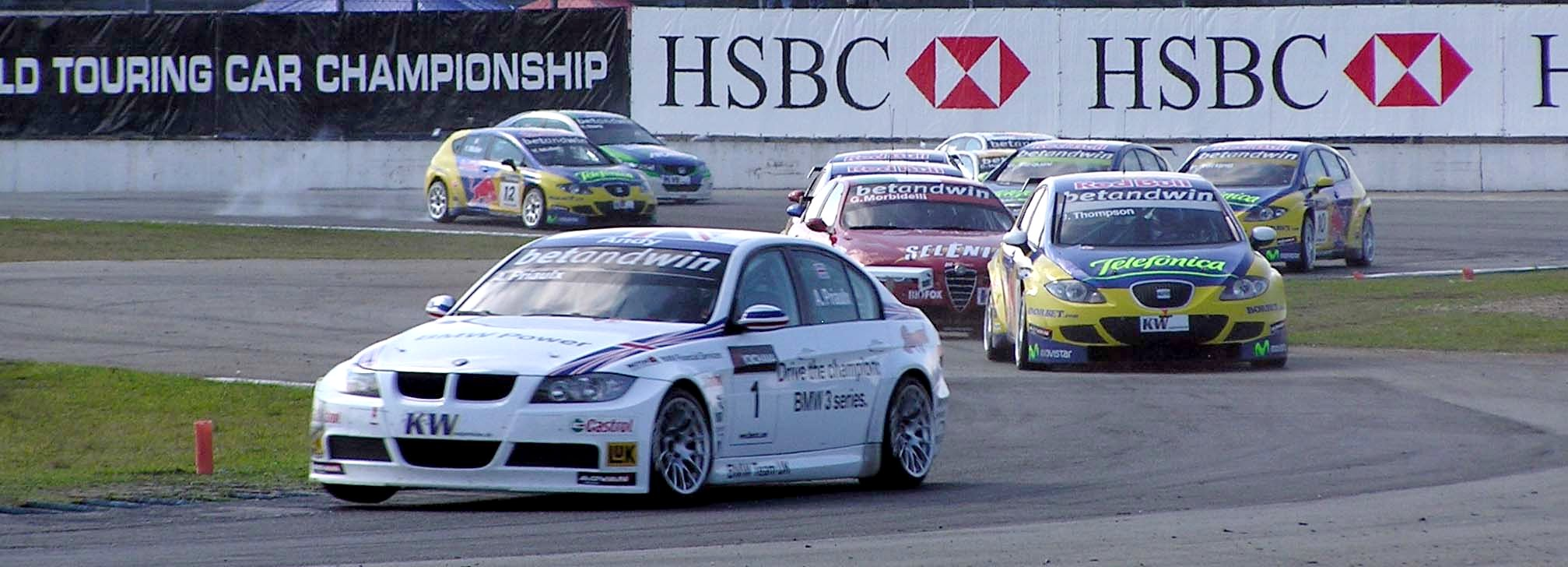
Corrida do Campeonato Mundial de Carros de Turismo no autódromo em 2006.

O autódromo foi fundado por Flávio Chagas Lima, com o início das obras em 1965 e concluída em 6 no então "Distrito Administrativo de Curitiba" (o município de Pinhais foi emancipado em 1992). Suas características originais eram de um circuito oval de 3 curvas e 2,7 km de extensão, quando foram realizadas as primeiras competições de automobilismo, motociclismo e ciclismo. Naquela época, o circuito era chamado de Autódromo de Pinhais.
Em 1995, Jauvenal de Oms (Grupo Inepar) investiu R$ 13 milhões em reformas e na modernização do AIC.

### A polêmica de 2016

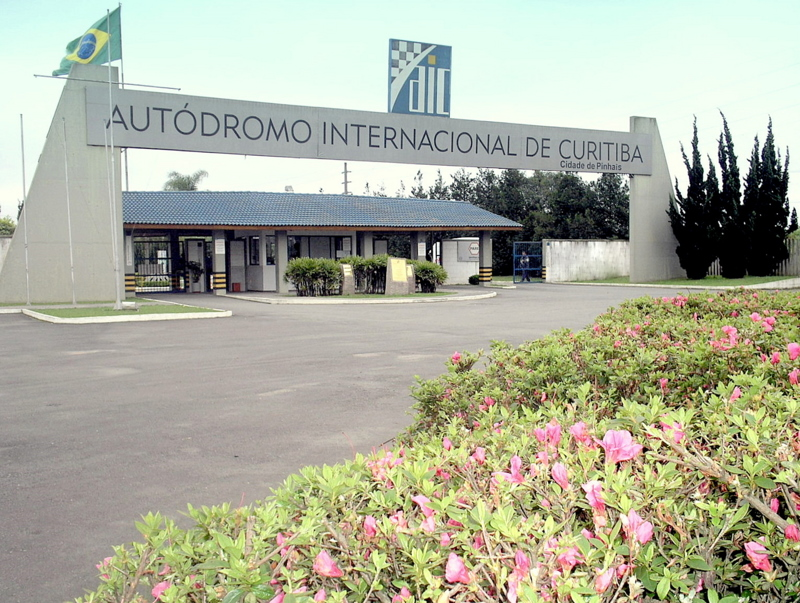
Entrada do Autódromo Internacional de Curitiba, localizado no município de Pinhais (Grande Curitiba)

O autódromo é um empreendimento privado e pertence ao grupo Inepar e a Fortunato Guedes, sócio do fundador do autódromo. A administração esportiva é de responsabilidade da Federação Paranaense de Automobilismo.
Com a especulação imobiliária ocorrida no inicio da década de 2010 em toda a região metropolitana de Curitiba e a falta de apoio das entidades esportivas em adquirir o terreno, o espaço em que estava construído o autódromo foi negociado para investidores imobiliários com a intenção de ali, construir um condomínio residencial e outro comercial.
No inicio do ano de 2016, foi anunciado que o AIC encerraria suas atividades em junho de 2016 e que as suas últimas corridas ocorreriam nos  meses de março e abril de 2016, quando foram realizadas as competições esportivas de maior destaque no local. No primeiro final de semana de março (dias 4, 5 e 6) foi disputado o Campeonato Brasileiro de Stock Car e nos dias 18, 19 e 20, foram realizadas etapas do Campeonato Metropolitano de Velocidade, com provas da Turismo, Turismo 5000, Classic, Marcas e Sprint Race. Nos dias 15, 16 e 17 de abril, foram realizadas as provas da Fórmula Truck, bem como, o último evento, que foi realizado nos dias 14 e 15 de maio, quando ocorreu o "Curitiba Motor Show 2016", com provas de Road Tour e Desafio 201 metros, além de exposições de veículos diversos, originais ou customizados, antigos, hot´s, entre outros espetáculos.
Porém, em 15 de agosto de 2016, a direção do AIC anunciou que os investidores imobiliários não tinham mais o interesse pelo terreno, bem como, os proprietários do autódromo também mudaram de ideia e desistiram de fechar o autódromo. Entretanto, a partir do ano de 2022 o local será desativado e dará lugar a um centro comercial e unidades residenciais, sendo conhecido como o bairro planejado PARC Autódromo . Bairro que mesmo antes da inauguração foi eleito o mais sustentável do mundo.

## Características do autódromo
Suas características são:

Mapa do autódromo.

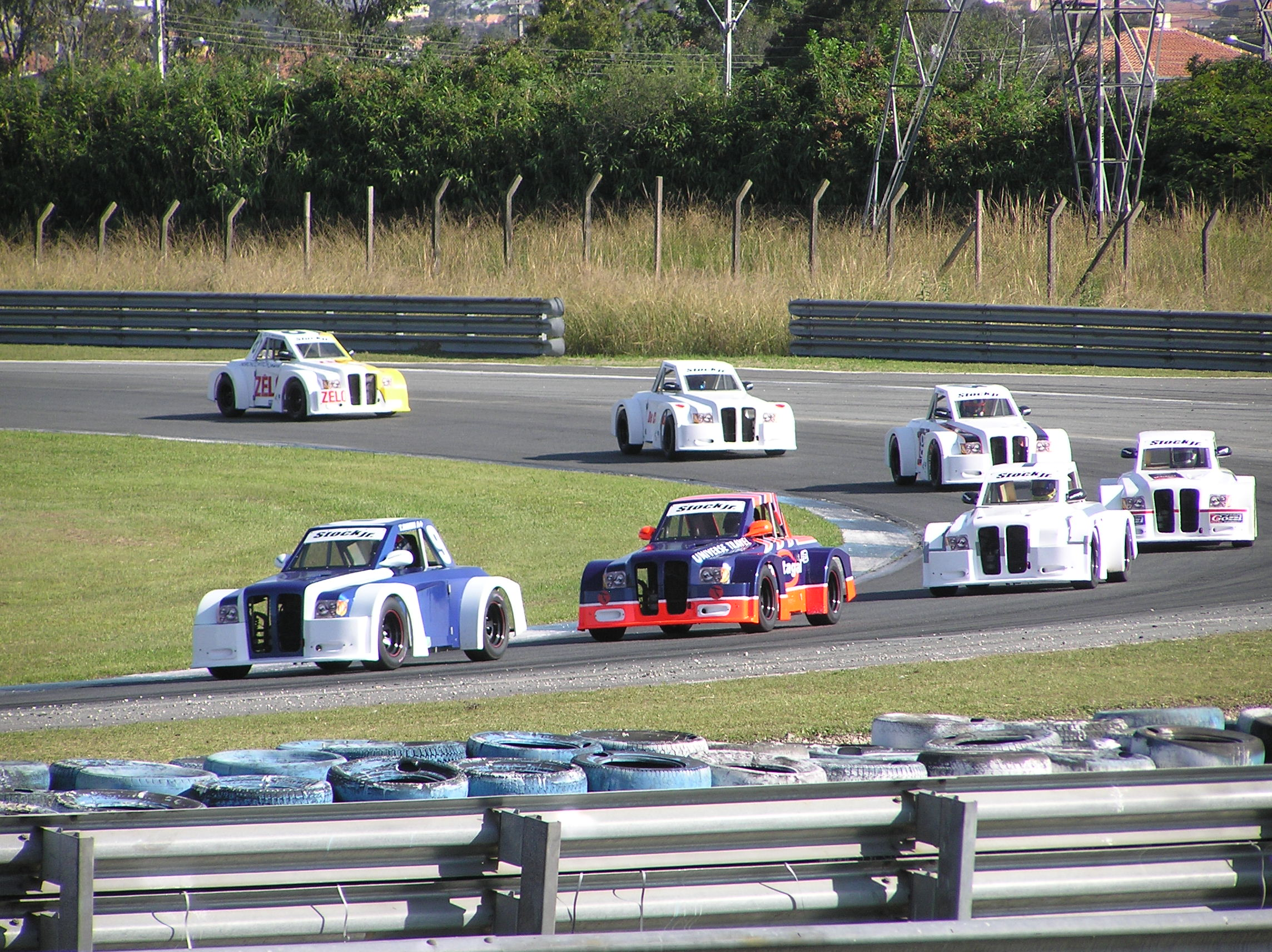
Stock Jr. está na curva Entrada do Miolo (2006)

- Toda extensão da pista tinha largura de 15 metros.
- Desnível máximo de 4 metros.

Circuito semi-oval
- Circuito oval com 2.550 metros de extensão.

Circuito misto
- Sete curvas à direita e quatro à esquerda.
- Grande reta com 980 metros.
- Extensão total de 3.695 metros.

## As curvas
"S" de Baixa: sequencia de curvas em forma de "S" no final da reta de 1000m, após uma forte freada. Junção: também chamada de entrada do miolo, era uma curva para a direita, em duas partes, onde geralmente se fazia em plena aceleração. "S" de alta: uma sequencia em forma de S, de raio longo, geralmente feito em plena aceleração (ou quase) em descida, com pouca visibilidade.
Pinheirinho: a mais técnica de todas as curvas, a esquerda, com raio duplo, de baixa velocidade. Vitória: era a curva que antecedia a grande reta, de raio longo e alta velocidade.
Inauguração Oficial
Originalmente a data da inauguração seria em 09/10/1966, tendo sido adiada para a semana seguinte devido ao mau tempo.
Ocorreu assim, no dia 16/10/1966 com a participação de categorias de motociclismo e automobilismo, sendo elas e seus respectivos vencedores os seguintes:
Motociclismo: "Primeira Festa Estadual do Radialista - Copa Santa Monica Clube de Campo"
Categoria Força-livre:
1- Danilo Julio Afornali - Curitiba -  BMW 500cc
2- Ubiratan Rios - Curitiba - BSA Gold Star 500cc
3- Tom Wilson Saboia - Curitba - CZ 150cc
Categoria 175cc:
1- Tom Wilson Saboia - Curitba - CZ 150cc
2- Ralf Kanning - Joinville
3- Sebastião Torquato - Joinville
Automóveis: "Primeira Festa Estadual do Radialista - Troféu Roland Strasser"
Categoria até 1300cc
1- Adson Gabino De Moraes Junior - Curitiba - Fusca
Curiosidades sobre a inauguração
O autódromo seguia sentido anti-horário, com somente 3 curvas (trioval externo) e o piso era composto em saibro. Para 1968 com o apoio do Governo do Paraná na figura de Paulo Pimentel, recebeu asfalto e as curvas do miolo.

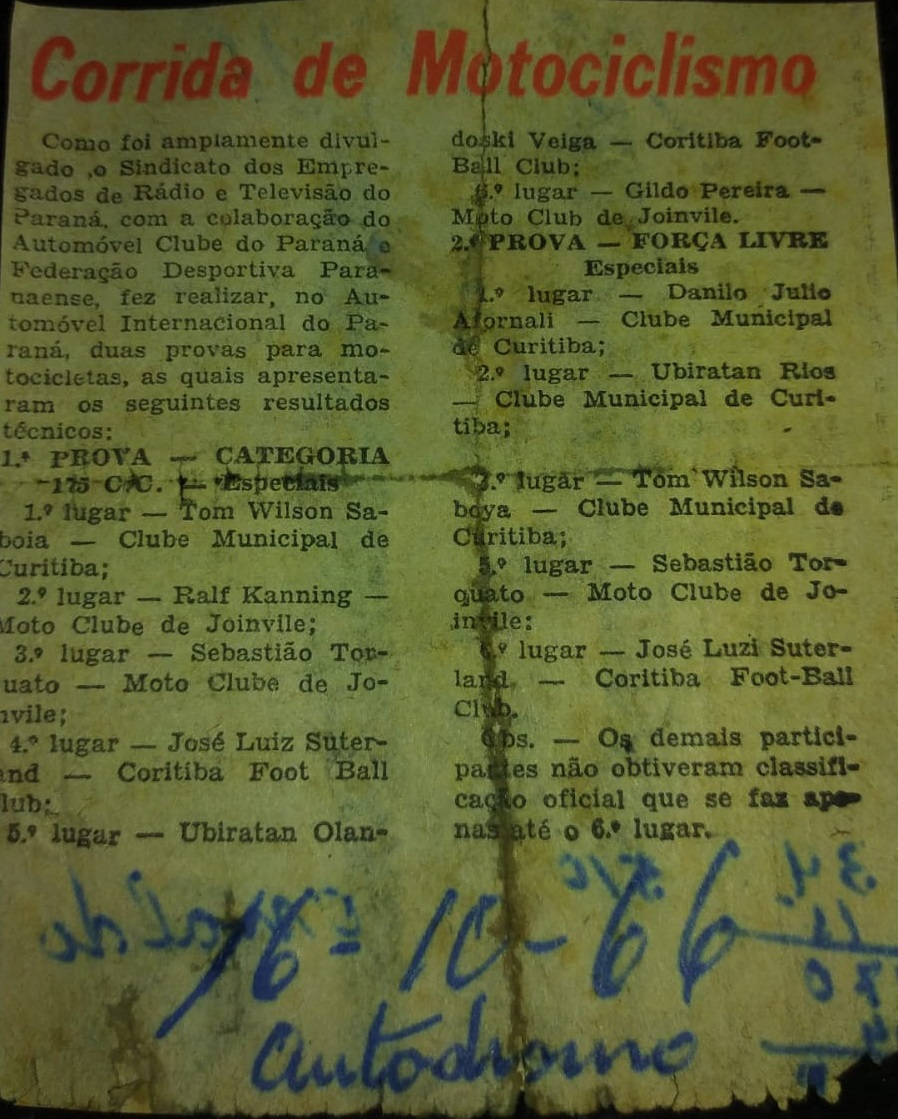
Jornal Tribuna do Paraná, Outubro de 1966 noticiando a inauguração do Autódromo.

## Os recordes de cada categoria
Os recordes do autódromo.
| Categoria                        | Recorde        | Piloto                | Equipe                               | Data |
| -------------------------------- | -------------- | --------------------- | ------------------------------------ | ---- |
| Telefonica World Series          | 1 m. 09 s. 772 | Andre Couto           | Vergani Racing                       | 2002 |
| Fórmula 3                        | 1 m. 13 s. 484 | Diago Nunes           | Bassani Racing                       | 2006 |
| BPR/GT                           | 1 m. 15 s. 750 | Maurizio Sala         | Franck Muller Watch (McLaren F1 GTR) | 1996 |
| Fórmula Renault                  | 1 m. 16 s. 969 | Nelson Merlo          | Bassani Racing                       | 2005 |
| Porsche GT3 Cup Challenge Brasil | 1 m. 20 s. 426 | Ricardo Rosset        | Porsche GT3 Cup - 991                | 2014 |
| Stock Car V8                     | 1 m. 20 s. 549 | Luciano Burti         | MT Racing                            | 2006 |
| TC 2000                          | 1 m. 24 s. 590 | Matías Rossi          | Chevrolet Elaion (Chevrolet Astra)   | 2006 |
| Secret Time Attack               | 1 m 24 s. 711  | Yuri Valeixo          | Subaru Impreza                       | 2021 |
| FIA WTCC                         | 1 m. 24 s. 761 | Augusto Farfus Júnior | N. Technology (Alfa Romeo 156)       | 2006 |
| Trackday IN                      | 1 m. 24 s. 812 | Ruette Filho          | (Nissan GT-R)                        | 2013 |
| H&R RacingDay                    | 1 m. 26 s. 553 | Jonas Gasparin        | (Audi S3)                            | 2014 |
| Troféu Maserati                  | 1 m. 27 s. 538 | Guto Negrão           | Medley (Maserati Coupé)              | 2006 |
| Copa Clio                        | 1 m. 40 s. 883 | Edson do Valle        | Equipe W Racing (Renault Clio)       | 2006 |
| Fórmula Truck                    | 1 m. 41 s. 457 | Vinicius Ramires      | RRT2 (Mercedes-Benz Axor 2044)       | 2006 |
| Copa Turismo I                   | 1 m. 43 s. 581 | Sharbel Hajjar        | Equipe AGB (VW Gol)                  | 2007 |
| Copa Turismo A                   | 1 m. 44 s. 862 | Amauri Lisboa Jr      | Equipe Sabo (VW Gol)                 | 2007 |
| Copa Turismo N                   | 1 m. 45 s. 672 | Franklin Trupel       | Equipe Speed (VW Gol)                | 2007 |
| Kart Fórmula 200                 | 1m. 41 s. 972  | Marcelo Afornali      | Scuderia Afornali                    | 1996 |

## Outras informações
- Possuía arquibancadas para até 30 mil pessoas sentadas e uma estrutura que recebia até 50 mil pessoas.